# Список найбільших екзопланет
Список найбільших з відомих наразі (станом на 1 березня 2023 року) екзопланет та гіпотетичних коричневих карликів, відсортованих за радіусом.
Цей список екзопланет буде оновлюватися в подальшому через:
- відмінності між методами, які використовуються для дослідження цих об’єктів (відповідно, різні результати в різних авторів);
- уточнення параметрів протягом подальших досліджень;
- відкриття нових об'єктів;
- помилки в процесі досліджень, які призвели до хибного відкриття.

Якщо автори різних досліджень наводили різні значення радіусу, в таблиці наведені кілька значень. Порядок посилань на статті, де були опубліковані ці значення, співпадає з порядком, в якому наведені значення. Жовтим кольором в таблиці відмічені потенційні коричневі карлики, білим - екзопланети.*
*Примітка: Критерієм є маса об'єкта, яка вимірюється в масах Юпітера (MJ). Об'єкти, масою понад 30 мас Юпітера згідно більшості класифікацій планет, вже є не планетами, а коричневими карликами, однак ця межа доволі умовна.

## Список
| Зображення     | Назва екзопланети      | Радіус в радіусах Юпітера                                     | Особливості об'єкта | Посилання            |
| -------------- | ---------------------- | ------------------------------------------------------------- | --- | -------------------- |
|                | Jupiter                | 1 = 69 911 km                                                 | Найбільша планета Сонячної системи за масою і радіусом (для порівняння). | [ 1 ] [ 2 ]          |
|                | HD 100546 b            | 6.9+2.7 −2.9                                                  | Найбільша планета, яка є в каталозі NASA Exoplanet Archive. Знаходиться на пізніх стадіях свого формування. Має навколо себе газо-пиловий диск, випромінювання якого під час спостережень накладається на випромінювання планети, тому розмір планети визначений з суттєвою похибкою. Маса екзопланети оцінюється в 60 MJ, тому деякі дослідники припускають, що цей об'єкт є коричневим карликом. | [ 3 ] [ 4 ]          |
|                | TYC 8998-760-1 b       | 3.0                                                           | Належить до системи екзопланет, відкритих навколо молодої зорі, подібної до Сонця, під номером TYC 8998-760-1. | [ 5 ] [ 6 ] [ 7 ]    |
|                | DH Тельця b            | 2.7±0.8                                                       | Максимальна оцінка маси сягає 14.2 MJ, може бути коричневим карликом. | [ 8 ] [ 9 ]          |
|                | ROXs 42Bb              | 2.5                                                           | Гарячий Юпітер з масою 9+6 −3 MJ. | [ 10 ]               |
|                | OTS 44                 | 2.24...5.55                                                   | Ймовірно, є коричневим карликом. Материнська зоря має протопланетний диск, який складається з пилу та кам'янисто-крижаних брил. | [ 11 ] [ 12 ]        |
|                | CT Хамелеона b         | 2.2+0.81 −0.6                                                 | Маса складає 17 мас Юпітера, ймовірно, є коричневим карликом. | [ 13 ]               |
| Ілюстрація тут | KOI-368.01             | 2.1±0.2                                                       | Ймовірно, хибне відкриття. | [ 14 ] [ 15 ]        |
| Ілюстрація тут | HAT-P-67b              | 2.085+0.096 −0.071                                            | Гарячий Юпітер з малою густиною та масою 0.34+0.25 −0.19 MJ | [ 16 ]               |
|                | XO-6b                  | 2.07±0.22                                                     | Гарячий Юпітер з малою густиною та масою 4.4 MJ | [ 17 ]               |
|                | HAT-P-41b              | 2.05±0.50                                                     | Гарячий Юпітер з малою густиною та масою 1.19 MJ | [ 18 ]               |
|                | PDS 70 c               | 2.04+0.61 −0.45                                               | 2 MJ | [ 18 ]               |
|                | HIP 65 Ab              | 2.03+0.61 −0.49                                               | Гарячий Юпітер з малою густиною та масою 3.213 MJ | [ 18 ]               |
|                | Kepler-435b            | 1.99±0.18                                                     | | [ 19 ]               |
|                | HAT-P-32b              | 1.980±0.0452.037±0.9991.789±0.025                             | Гарячий Юпітер з малою густиною та масою 0.941±0.166 MJ | [ 17 ] [ 18 ] [ 20 ] |
|                | PDS 70 b               | 1.93+0.26 −0.082.72+0.39 −0.34                                | | [ 21 ]               |
|                | KELT-19 Ab             | 1.91±0.11                                                     | | [ 22 ]               |
|                | 51 Пегаса b            | 1.9±0.3                                                       | Перша відкрита екзопланета, яка обертається навколо зорі головної послідовності, прототип горячих Юпітерів. | [ 23 ]               |
|                | WASP-12b               | 1.900+0.057 −0.055, 1.736±0.056                               | Планета відноситься до гарячих Юпітерів і знаходиться настільки близько до материнської зорі, що зазнає деформації форми внаслідок припливних ефектів. Колір поверхні дуже темний, тому планета поглинає до 94% падаючого на неї світла (згідно результатів 2017 року). | [ 24 ] [ 25 ]        |
|                | KELT-9b                | 1.891+0.061 −0.055                                            | Екзопланета з однією з найвищих відомих температур поверхні. | [ 26 ]               |
|                | HAT-P-65b              | 1.89±0.13                                                     | | [ 27 ]               |
|                | TOI-1518 b             | 1.875±0.053                                                   | <2.3 MJ |                      |
|                | WASP-17b               | 1.87±0.24, 1.991+0.08 −0.58                                   | Планета була найбільшою станом на 2012 рік. Гарячий Юпітер з малою густиною та масою 0.486 MJ | [ 28 ]               |
|                | HAT-P-70b              | 1.87+0.15 −0.10                                               | <6.78 MJ | [ 18 ]               |
|                | WASP-121b              | 1.865±0.044                                                   | | [ 29 ]               |
|                | HATS-23b               | 1.86+0.3 −0.4                                                 | | [ 30 ]               |
|                | CFHTWIR-Oph 98 b       | 1.86±0.05                                                     | 7.8 MJ | [ 18 ]               |
|                | WASP-76b               | 1.83+0.06 −0.04                                               | Знаходиться в синхронному обертанні зі своєю материнською зорею. Має температуру поверхні на стороні, що обернена до зорі, близько 2400 градусів Цельсія, на цьому "сонячному" боці йдуть дощі з розплавленого заліза. А через величезну різницю температур між темною і освітленою сторонами виникають вітри швидкістю до 18 000 км/г.                                                            | [ 31 ] [ 32 ] [ 33 ] |
|                | HAT-P-33b              | 1.827±0.29 1.85±0.49                                          | | [ 34 ]               |
|                | WASP-178b              | 1.81±0.09                                                     | 1.66 MJ | [ 18 ]               |
|                | GQ Вовка b             | 1.8 3.0±0.5 4.6 - 6.5                                         | 21.5 MJ, можливо, коричневий карлик | [ 8 ] [ 35 ]         |
|                | Cha 110913-773444      | 1.8                                                           | Планета-сирота, оточена газопиловим диском. Має вік усього 0.5-10 мільйонів років, що робить її однією з наймолодших планет-сирот. | [ 36 ]               |
|                | GSC 06214-00210 b      | 1.8±0.5                                                       | 16 MJ, можливо, коричневий карлик | [ 18 ]               |
|                | WASP-122b              | 1.792±0.069                                                   | | [ 37 ]               |
|                | KELT-12b               | 1.78+0.17 −0.16                                               | | [ 38 ]               |
|                | TOI-640 b              | 1.771+0.060 −0.056                                            | 0.88 MJ | [ 18 ]               |
|                | HATS-26b               | 1.75±0.21                                                     | | [ 39 ]               |
|                | KELT-14b               | 1.743±0.047                                                   | | [ 37 ]               |
|                | KELT-15b               | 1.74±0.20                                                     | 1.31 MJ | [ 18 ]               |
|                | HAT-P-57b              | 1.74±0.36                                                     | 1.41 MJ | [ 18 ]               |
|                | KELT-20b               | 1.735+0.07 −0.0751.741+0.069 −0.074                           | | [ 40 ]               |
|                | HAT-P-64b              | 1.703±0.070                                                   | 0.58 MJ | [ 18 ]               |
|                | WASP-78b               | 1.70±0.041.93±0.45                                            | | [ 41 ]               |
|                | Qatar-7b               | 1.70±0.03                                                     | 1.88 MJ | [ 18 ]               |
|                | KELT-4Ab               | 1.699+0.046 −0.0451.706+0.085 −0.076                          | | [ 42 ]               |
|                | Kepler-12b             | 1.695+0.032 −0.0321.754+0.031 −0.036                          | | [ 43 ]               |
|                | WASP-79b (Pollera)     | 1.67±0.152.09±0.14                                            | | [ 41 ]               |
|                | 1RXS 1609b             | 1.664 1.7                                                     | 14+2.0 −3.0 MJ, можливо, коричневий карлик | [ 44 ]               |
|                | Β Живописця b          | 1.65                                                          | | [ 18 ]               |
|                | KELT-8b                | 1.62±0.101.86+0.18 −0.16                                      | | [ 45 ]               |
|                | TrES-4b                | 1.61±0.181.799±0.063                                          | Подібна до Юпітера планета з малою густиною усього 0.2 грами на кубічний сантиметр (для Юпітера цей показник становить 1.3) | [ 46 ]               |
|                | WASP-94 Ab             | 1.58±0.131.72+0.06 −0.05                                      | | [ 47 ]               |
|                | PSO J318.5−22          | 1.53                                                          | Планета-сирота. | [ 18 ]               |
|                | HAT-P-40b (Vytis)      | 1.52±0.171.730±0.062                                          | | [ 48 ]               |
|                | Kepler-13 Ab (KOI-13b) | 1.512±0.0352.216±0.0871.512±0.035 RJ2.63+1.04 −0.82 RJ2.03 RJ | | [ 49 ] [ 50 ]        |
|                | Kepler-7b              | 1.478                                                         | | [ 18 ]               |
|                | WASP-88b               | 1.46±0.211.7+0.13 −0.07                                       | | [ 51 ]               |
|                | HD 209458 b            | 1.35                                                          | Перша екзопланета, для якої був розрахований розмір. | [ 18 ]               |
|                | HR 8799 c              | 1.3                                                           | | [ 52 ]               |
|                | TrES-2b (Kepler-1b)    | 1.272                                                         | Найтемніша планета з відомих наразі. Поглинає 99% світла, що падає на неї. | [ 18 ]               |
|                | Kepler-39b             | 1.22                                                          | Одна з наймасивніших планет, які відомі наразі. Ймовірно, є коричневим карликом. | [ 18 ]               |
|                | HR 8799 d              | 1.2                                                           | | [ 53 ]               |
| HR 8799 b      | 1.2                    |                                                               | [ 53 ] |                      |
| HR 8799 e      | 1.17                   |                                                               | [ 54 ] |                      |
|                | HR 2562 b              | 1.11                                                          | Наймасивніший об'єкт в цьому списку, для якого маса (30 MJ) була визначена з відносно невеликою похибкою. Ймовірно, є коричневим карликом. | [ 18 ]               |